# Германіт
Германіт — відносно рідкісний мінерал, сульфід міді, заліза і германію з хімічною формулою Cu26Fe4Ge4S32. Вперше виявлений у 1922 році та отримав назву через вміст германію. Має другорядне значення як джерело цього важливого напівпровідникового елемента, який в основному отримують шляхом переробки мінералу сфалериту. Германіт містить домішки галію, цинку, молібдену, арсену та ванадію.
Типова місцевість — копальня Цумеб в Намібії, де він проявляється в гідротермальному поліметалічному родовищі в доломітах, в асоціації з реньєритом, піритом, теннантитом, енаргітом, галенітом, сфалеритом, дигенітом, борнітом і халькопіритом. Також повідомляється про знахідки в Аргентині, Вірменії, Болгарії, на Кубі, у Республіці Конго, Фінляндії, Франції, Греції, Японії, Росії та США.